# Слобідка (Колодезька сільська рада)
Слобідка (біл. вёска Слободка) — село в складі Червенського району Мінської області, Білорусь. Село підпорядковане Колодезькій сільській раді, розташоване в центральній частині області.